# فرودگاه کاکرین/آرکیلا اسپرینگز
فرودگاه کاکرِین/آرکِیلا اسپرینگز (به انگلیسی: Cochrane/Arkayla Springs Airport) یک فرودگاه خصوصی است که یک باند فرود چمن دارد و طول باند آن ۵۹۴ متر است. این فرودگاه در کشور کانادا قرار دارد و در ارتفاع ۱۲۱۹ متری از سطح دریا واقع شده‌است.